# Caletón Iquique

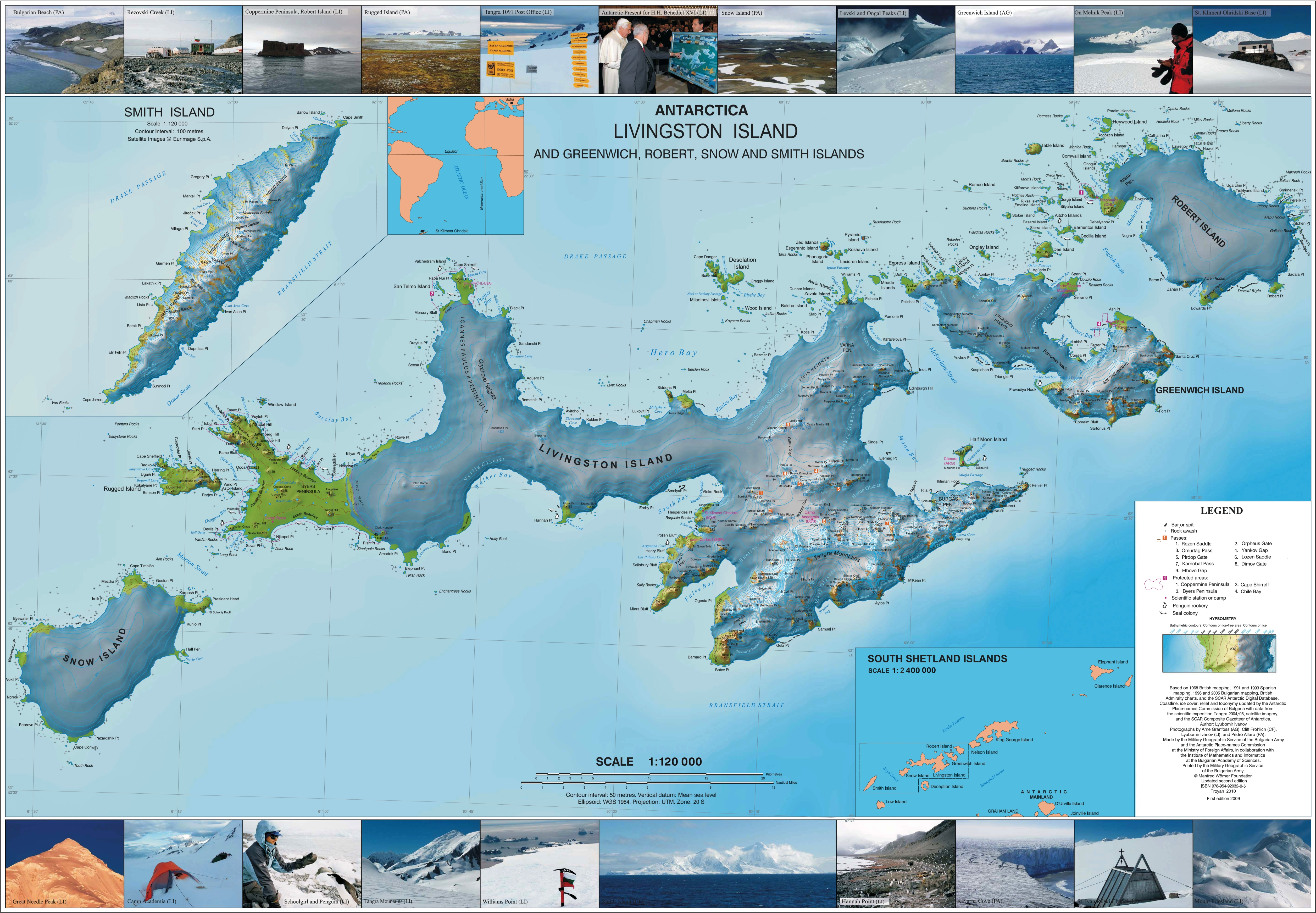
Mapa topográfico de la Isla Livingston, Greenwich, Robert, Snow e Islas Smith.

El caletón o surgidero Iquique es una pequeña caleta de 400 metros de ancho que se adentra 700 metros en la costa este de bahía Discovery, Isla Greenwich en las Islas Shetland del Sur, Antártida. El surgider está protegida al noroeste por la Península Guesalaga, y la pequeña Isla González está situada al sur de la entrada de la caleta. El surgidero es utilizada por barcos que sirven a la base antártica chilena Arturo Prat.
El surgidero Iquique fue cartografiada y nombrada por la Expedición Antártica Chilena de 1947 en honor a la fragata naval Iquique, con la Isla González nombrada así por Ernesto González, capitán de la Iquique en esa expedición.

Denominado así durante la primera Expedición Antártica Chilena de 1947, al mando del comodoro capitán de navío Federico Guesalaga Toro. Se forma sobre la costa W de puerto Foster, al S de punta Wensley; amplia ensenada que mide 16 cables de ancho en su boca por 9 de saco, de gran profundidad y fondo parejo. Las costas occidentales y S del surgidero están formadas por una extensa playa, de arena gruesa de origen volcánico.
SCAR Gazetteer

## Ubicación
La caleta está en la isla Greenwich, encontrándose 1,64km al suroeste de Punto Ash y 2,58 km al noreste de Punto Ferrer (cartografía chilena en 1951 y 1971, británica en 1964 y 1968, y búlgara en 2005 y 2009).